# چورپریال
چورپریال (به انگلیسی: Churprial) یک منطقهٔ مسکونی در پاکستان است که در خیبر پختونخوا واقع شده‌است.